# Rotherham County Football Club
Rotherham County Football Club foi um clube de futebol inglês com sede na cidade de Rotherham, em South Yorkshire.
O clube foi fundado em 1877 como Thornhill Football Club, posteriormente mudando de nome para Thornhill United. O clube entrou na Midland League em 1903. e em 1905, o clube mudou de nome para Rotherham County.
O Rotherham County ficou na Midland League até 1915, quando a competição foi interrompida por causa da Primeira Guerra Mundial. Durante esse período, ganharam o título da Midland League por quatro temporadas consecutivas, de 1911/12 até 1914/15.
Em 1919 foram promovidos para a Football League quando o número de clubes se expandiu de 40 para 44.
Em 1925, o Rotherham County se fundiu com o Rotherham Town para formar o Rotherham United Football Club.